# CRYSTAL (ソフトウェア)
CRYSTALは、量子化学ab initioプログラムである。主に並進対称性を有する結晶（3次元）、スラブ（2次元）、およびポリマー（1次元）の計算のために設計されているが、単一分子に対して使うこともできる。トリノ大学理論化学グループおよびダーズベリー研究所計算材料科学グループのV.R. Saunders、R. Dovesi、C. Roetti、R. Orlando、C.M. Zicovich-Wilson、N.M. Harrison、K. Doll, B. Civalleri、I.J. Bush、Ph. D’Arco、M. Llunellによって書かれた。現行バージョンはCRYSTAL17（2017年発表）。

## プログラム構造
本プログラムは2つのモジュール、crystalとpropertiesで構築されている。crystalプログラムは入力ファイル中で与えられた構造のためのSCF計算、幾何構造最適化、振動計算を実行することに専念する。SCF工程の終了時、crystalプログラムはFortran unit 9の未フォーマット順序データおよびFortran uni 98のフォーマットされたデータとして結晶形とその波動関数に関する情報を書き出す。1電子特性と波動関数解析はpropertiesプログラムを実行することによってSCF波動関数から計算することができる。
crystalコードの主な優位性は、計算の全てのレベル（SCFや勾配計算、振動周波数計算）における対称性の深い、最適化された利用から来ている。これによって周期的計算に対する計算コストの著しい削減が可能となる。留意すべきは、大きな分子では一般的に対称性が現象するのに対して、大きな結晶系は大抵多くの対称演算子を示す点である。